# Henryk Ciszewski
Henryk Ciszewski (ur. 30 września 1920 w Kaczynach-Starej Wsi, gm. Rzekuń, zm. 18 czerwca 2013 w Ostrołęce) – twórca ludowy, regionalista, historyk z zamiłowania, dokumentalista, popularyzator dziejów Ostrołęki i Kurpiów, pasjonat kolekcjonerstwa.

## Życiorys
Pochodził z niezamożnej rodziny szlacheckiej o patriotycznych tradycjach. Był synem Adama i Marianny z d. Truszkowskiej. Ukończył szkołę powszechną na terenie stacji kolejowej Ostrołęka. W latach 1938–1940 uczył się zawodu ślusarza u miejscowego rzemieślnika, Jana Grotkowskiego.
Do 1940 pracował w rodzinnym gospodarstwie rolnym. W czasie okupacji został wywieziony na roboty przymusowe do Prus Wschodnich. Pracował we dworach w okolicach Tylży, Kłajpedy i Królewca. Po II wojnie światowej pracował w Oddziale Drogowym, a następnie do 1950 w Służbie Ruchu PKP w Ostrołęce. W latach 1950–1961 był robotnikiem w Zakładach Jajczarskich w Ostrołęce, następnie w PSS „Społem” – w piekarni „Gigant”. W okresie 1961–1978 pracował jako magazynier w Ostrołęckich Zakładach Celulozowo-Papierniczych.
Talent plastyczny i muzyczny odziedziczył po ojcu. Przez wiele lat był członkiem Zespołu Pieśni i Tańca „Kurpie”, gdzie występował jako śpiewak i grał na flecie oraz ligawce. Był rzeźbiarzem – twórcą świątków i innych postaci, także figur zwierząt i ptaków oraz scenek ilustrujących dawne życie bądź treść legend. Prace te, nazwane przez historyczkę Barbarę Kalinowską „patyczakami”, były eksponowane na wystawach i festiwalach twórczości ludowej, np. w 2008 w Galerii Ostrołęka na wystawie „Festiwal Sztuki 3m – materiał, medium, metafora” w edycji „Drzewo, drewno”. Kilka obiektów (rzeźby i instrumenty muzyczne) jego autorstwa ma w swoich zbiorach Państwowe Muzeum Etnograficzne w Warszawie. Na swojej posesji zorganizował „Kaczeniec” – małe muzeum, stałą ekspozycję rzeźb figuralnych i cykli tematycznych oraz pamiątek ludowych i ziemiańskich. Był kolekcjonerem monet, znaczków, symboli heraldycznych. Współpracował z Muzeum Okręgowym (późniejsze Muzeum Kultury Kurpiowskiej w Ostrołęce) i innymi placówkami, udostępniając własne zbiory dokumentów i rozległą wiedzę o Ostrołęce i Kurpiach, w tym legendy, pieśni, formy obrzędowe roku kościelnego. Tworzył kronikę pierścienia podostrołęckiego, wykorzystując materiały o najstarszych miastach wypożyczone z Białegostoku. Spisywał dzieje rodów, które mieszkały w okolicach Ostrołęki od 300–500 lat.
Był przewodnikiem wycieczek PTTK. Należał do Ostrołęckiego Towarzystwa Naukowego, Towarzystwa Przyjaciół Ostrołęki, TPD, PCK, Straży Ochrony Przyrody. Jako społeczny opiekun przyrody nie chciał niszczyć żyjących drzew, dlatego na „patyczaki” zbierał gałązki obcinane przez służby drogowe. Był aktywnym działaczem wielu klubów i stowarzyszeń, m.in. Towarzystwa Kultury Teatralnej, Ligi Ochrony Zabytków, Polskiego Komitetu Pomocy Społecznej, Stowarzyszenia Twórców Ludowych, Ostrołęckiego Klubu Kolekcjonerskiego „Unikat" (legitymacja nr 1), Stowarzyszenia Polaków Poszkodowanych przez III Rzeszę. W 2010 został mianowany Honorowym Kustoszem Muzeum Kultury Kurpiowskiej w Ostrołęce w podziękowaniu za zasługi dla tej placówki. W zbiorach Muzeum Kultury Kurpiowskiej w Ostrołęce znajduje się ponad 150 dzieł oraz około tysiąca muzealiów z jego kolekcji.
Był mężem Marianny z d. Dąbkowskiej, mieli dwoje dzieci: Krystynę i Mariana.
Mieszkał w Kaczynach-Wypychach k. Ostrołęki, w ostatnich latach życia w Domu Pomocy Społecznej „Wrzos” w Ostrołęce. Spoczął na cmentarzu parafialnym w Rzekuniu.
Jego dewiza życiowa: „Człowiek jest tyle wart, ile zostawi po sobie”.

## Odznaczenia
- Srebrny Krzyż Zasługi
- Odznaka „Opiekun Miejsc Pamięci Narodowej”[1].

## Twórczość
- Z notatek Pana Henryka – nad Narwią, nad Chachłuzą. Publikacja przygotowana z okazji 89. urodzin Pana Henryka Ciszewskiego Wielce Zasłużonego Ostrołęczanina (red. Sabina Malinowska), Miejska Biblioteka Publiczna, Ostrołęka 2009
- Z notatek Pana Henryka (fragmenty: Ostrołęka, miasto w lesie; Drzewa i krzewy), [w:] Łączy nas las, Muzeum Kultury Kurpiowskiej, Ostrołęka 2022, ISBN 978-83-953620-9-5, s. 33–35

Materiały autorstwa H. Ciszewskiego w zbiorach MKK w Ostrołęce:
- Album Pasja życia
- Album Dole i niedole
- Album Mini muzeum Henryka Ciszewskiego „Kaczeniec”
- Zeszyt z zapiskami Historia pełna. Bronić prawdy
- Zeszyt z zapiskami A ja wiem swoje!
- Zapiski[1].

## Upamiętnienie
W 2020, w setną rocznicę urodzin twórcy, Muzeum Kultury Kurpiowskiej w Ostrołęce zorganizowało wystawę czasową – „S(ł)ucha pani”. Świat patyczaków Henryka Ciszewskiego. Elwira Gers wykonała odlane z betonu popiersie Henryka Ciszewskiego. Joanna Zyśk opracowała katalog rzeźb Świat patyczaków Henryka Ciszewskiego.